# Norman Brannon
Norman „Doug“ Brannon (* 22. April 1961 in Detroit, Michigan) ist ein US-amerikanischer Politiker und Mitglied des Repräsentantenhauses von South Carolina.

## Werdegang
Brannon graduierte an der University of South Carolina als Juris Doctor im Jahr 2000. Von 1991 bis 1993 war er Mitglied des Landrum City Council und Bürgermeister der Stadt von 1993 bis 1997. Im Jahr 2010 wurde er mit 76,6 % der Stimmen seines Wahlkreises (District 38 - Spartanburg County) ins Repräsentantenhaus von South Carolina gewählt. In den republikanischen Vorwahlen setzte er sich gegen den Amtsinhaber Joey Millwood durch. 2012 uns 2014 wurde Brannon jeweils ohne Gegenkandidaten als Repräsentant bestätigt.
Im Jahr 2015 erlangte er internationale Beachtung, als er nach dem Anschlag in Charleston eine Gesetzesinitiative ankündigte, um die Flagge der Konföderierten Staaten von Amerika von staatlichen Gebäuden und Plätzen entfernen zu lassen.

## Privates
Brannon ist seit 2004 verheiratet und hat vier Kinder.